# فامبيرز ساك
فامبيرز ساك (بالإنجليزية: Vampires Suck)‏ هو فيلم كوميدي وفيلم مصاصي دماء
أُصدر في 2010، و9 سبتمبر 2010، في ألمانيا. الفيلم من إنتاج Regency Enterprises، ومن توزيع تونتيث سينتشوري فوكس، وقد أخرجه جايسون فرايدبيرغ وAaron Seltzer ‏، وكَتَب السيناريو جايسون فرايدبيرغ وAaron Seltzer ‏.

## القصة
الفيلم عبارة عن محاكاة ساخرة لأفلام مصاصي الدماء عندما تجد المراهقة بيكا نفسها ممزقة بين اثنان من الشباب وتتصارع هي وصديقاتها من خلال مشاهد من عدد من أفلام مصاصي الدماء الا ان كل شئ يوضح في حفلة البروم .
يقوم إدوارد سولين بنزع ملابسه خلال مهرجان القديس سلفاتوري بينما تندفع بيكا كرين لإيقافه. أثناء جريها عبر النافورة، تقوم برش الماء حولها عن طريق الخطأ، مما تسبب في احتفال الناس في النافورة وبالتالي إيقاف بيكا. في الفلاش باك، تنتقل بيكا كرين إلى بلدة سبوركس الواقعة في شمال غرب المحيط الهادئ لتعيش مع والدها الجاهل، شريف فرانك، بعد أن بدأت والدتها علاقة غرامية مع تايغر وودز. في هذه الأثناء تُنسب موجة القتل إلى الكنديين، لكن الجناة الحقيقيين هم مجموعة من مصاصي الدماء عادة ما يجري الخلط بينهم وبين ذا بلاك آيد بيز. سرعان ما تصادق بيكا العديد من الطلاب في مدرستها الثانوية الجديدة، بما في ذلك جينيفر. كما أنها مفتونة بالشخص الغامض والمعزول إدورد كولن، الذي يحيرها سلوكه الغريب أثناء فصل علم الأحياء.

## طاقم التمثيل
- جين بروزاك
- أرييل كيبيل
- ديدريخ بادر
- آيك بارينهولتز
- ديف فولي
- أنيليز فان دير بول
- Chris Riggi [الإنجليزية]‏
- كين جيونغ
- مات لانتر
- نيك إيفرسمان

## الإنتاج

### الموسيقى
موسيقى الفيلم التصويرية من تلحين كريستوفر لينيرتز ‏.

## وصلات خارجية
- فامبيرز ساك على موقع IMDb (الإنجليزية)
- فامبيرز ساك على موقع ميتاكريتيك (الإنجليزية)
- فامبيرز ساك على موقع روتن توميتوز (الإنجليزية)
- فامبيرز ساك على موقع نتفليكس (الإنجليزية)
- فامبيرز ساك على موقع قاعدة بيانات الأفلام العربية
- فامبيرز ساك على موقع ألو سيني (الفرنسية)
- فامبيرز ساك على موقع Turner Classic Movies (الإنجليزية)
- فامبيرز ساك على موقع أول موفي (الإنجليزية)
- فامبيرز ساك على موقع بوكس أوفيس موجو (الإنجليزية)
- فامبيرز ساك على موقع فيلمافينيتي (الإسبانية)